# Fontoura Xavier
Fontoura Xavier là một đô thị thuộc bang Rio Grande do Sul, Brasil. Đô thị này có diện tích 583,465 km², dân số năm 2007 là 11080 người, mật độ 18,99 người/km².